# Электростимуляция блуждающего нерва

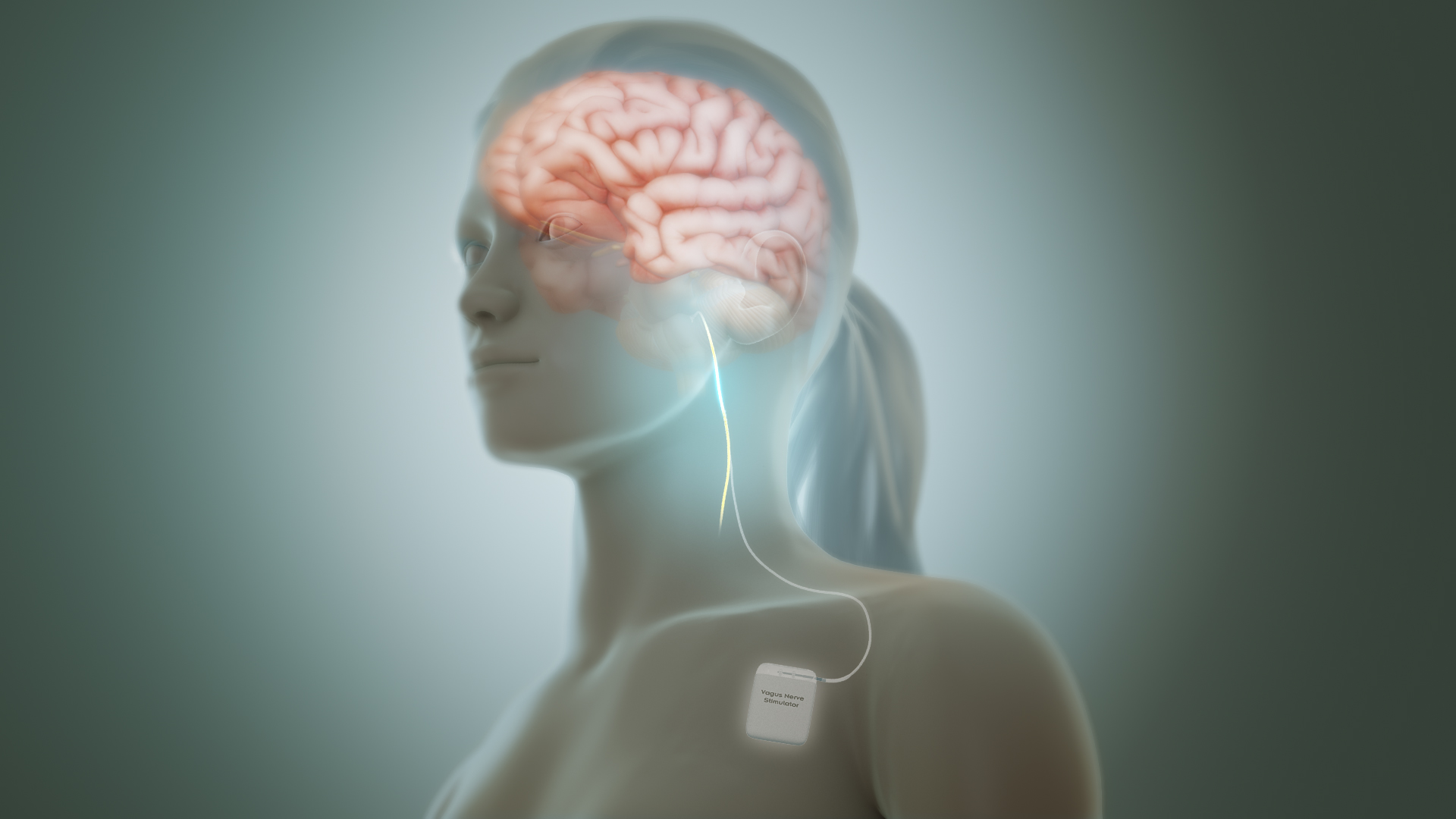
Стимуляция блуждающего нерва

Электростимуля́ция блужда́ющего не́рва, VNS-терапия (от англ. Vagus nerve stimulation) — дополнительный метод лечения эпилепсии в случае, если медикаментозное лечение  не дало ожидаемого результата, а для хирургического вмешательства нет показаний.
VNS-терапия показана и одобрена во многих странах как вспомогательная терапия, то есть метод лечения, используемый в сочетании с другим методом, обычно лекарственным. VNS-терапия показана для снижения частоты эпилептических припадков у детей, подростков и взрослых с парциальными припадками.
Хотя есть свидетельства об успешном применении электростимуляции блуждающего нерва в отдельных случаях, в целом нет строгих доказательств эффективности методики. Обобщение имеющихся данных невозможно из-за большой разницы в их дизайне.

## Принцип действия
Генератор электрических импульсов (нейростимулятор блуждающего нерва) постоянно работает, посылая небольшие электрические импульсы в левый блуждающий нерв, проходящий в области шеи. Блуждающий нерв является важным органом связи тела и мозга. Он передает электрические импульсы мозгу.
VNS-терапия, по задумке авторов методики, должна помочь предотвратить патологическую электрическую активность, вызывающую приступы.

## Порядок имплантации
VNS-терапия не является хирургической операцией на головном мозге. Имплантация устройства представляет собой простую хирургическую процедуру, которая потребует лишь кратковременного пребывания в больнице. Электростимуляция блуждающего нерва создается генератором импульсов, установленным под кожей, под левой ключицей или рядом с подмышкой. В шее делается небольшой разрез, чтобы прикрепить два тонких провода (электроды) к левому блуждающему нерву. Проводки не видны снаружи. Они проходят под кожей от генератора импульсов к блуждающему нерву в шее.
Во время визитов в лечебное учреждение доктор сможет установить и отрегулировать параметры электростимуляции. Устройство будет работать ровно так, как его запрограммирует доктор, а следовательно, не нужно будет об этом беспокоиться. После того, как генератор будет запрограммирован, врач назначит режим посещений, чтобы отслеживать изменения состояние здоровья пациента.

## Ожидаемые результаты
Успешная VNS-терапия чаще всего приводит к снижению частоты припадков и зависит от индивидуальных особенностей человека. Оптимальный уровень такого снижения достигается за период от нескольких месяцев до 1-2 лет, имеет стойкий эффект и потенциально усиливается со временем.
При использовании VNS-терапии приступы эпилепсии будут возникать реже и будут гораздо легче переноситься. Кроме того, многие пациенты, получавшие VNS-терапию, сообщали также об улучшении настроения, повышении внимательности и укреплении памяти. Более того, врачи подтвердили, что некоторые их пациенты со временем смогли снизить количество и/или дозировку принимаемых препаратов. И многим пациентам, пользующимся VNS-терапией, более не требуется так часто как раньше посещать клиники.
Исследование 2006 года показывает, что применение Кетогенной диеты в сочетании с VNS-терапией имеет синергетический эффект.
Наиболее распространенными побочными эффектами VNS-терапии являются: временная хрипота/изменения тона голоса, покашливание, щекочущее ощущение в горле и затруднение дыхания.

## Эффективность и безопасность
Из-за разного и часто некачественного дизайна опубликованных работ и небольшого числа свидетельств об успешном применении VNS, нет возможности достоверно установить, эффективен этот метод или нет для лечения эпилепсии. Поэтому нет уверенности в наличии клинического эффекта от такой терапии.
Также низок уровень доказательности применения электростимуляции блуждающего нерва при депрессии (есть случаи использования VNS в ситуациях, когда при применении фармакотерапии состояние пациента недостаточно улучшается).

## Предупреждения
Врачи должны сообщить пациентам о всех возможных рисках и нежелательных явлениях, обсуждаемых в руководстве для врача по VNS-терапии, в том числе сообщить о том, что VNS-терапия не позволяет полностью излечить эпилепсию. Поскольку приступы могут возникать неожиданно, пациентам необходимо проконсультироваться с врачом, прежде чем начинать участие в деятельности, проходящей без посторонних, такой как вождение автомобиля, плавание и купание, а также в таких видах спорта, при которых можно навредить себе или окружающим.
Пациенты, ранее испытывавшие проблемы с глотанием, сердечной или дыхательной деятельностью (в том числе имевшие обструкционное апноэ во сне или хроническую болезнь легких), должны обсудить со своими врачами, подходит ли для них VNS-терапия, поскольку есть вероятность, что стимуляция может ухудшить их состояние.
Аппарат для VNS-терапии может повлиять на работу других медицинских устройств, и другие медицинские устройства могут повлиять на использование аппарата для VNS-терапии.

## Нежелательные явления
Наиболее часто сообщается о таких нежелательных явлениях от стимуляции, как хриплость голоса, парестезия (покалывание в коже), диспноэ (одышка), кашель, инфекция.